# Eike Domroes
Eike Domroes (* 9. September 1952 in Hamburg; † 10. Mai 2018 in Kulmbach) war ein deutscher Schauspieler.

## Leben
Eike Domroes studierte zunächst von 1974 bis 1982 Germanistik, Literaturwissenschaft, Philosophie und Theaterwissenschaft an der Universität Hamburg. Seine Schauspielausbildung absolvierte er anschließend von 1978 bis 1982 an der Hochschule für Musik und Theater in Hannover.
Sein erstes Festengagement hatte er 1983/84 am Stadttheater Pforzheim. Dort trat er u. a. als Mortimer in Maria Stuart und als Wasserträger Wang in Der gute Mensch von Sezuan auf. 1985 wechselte er an das Stadttheater St. Gallen, wo er durchgehend bis 1993 engagiert war. Hier übernahm er Hauptrollen des klassischen Theaterrepertoires wie Orest in Iphigenie auf Tauris, Franz Moor in Die Räuber, den Hamlet, aber auch Musicalrollen, wie den jungen Journalisten Clifford Bradshaw in Cabaret.
Ab 1996 gehörte Eike Domroes zum Ensemble der Unterfränkischen Landesbühne/Theater Schloss Maßbach. Hier verkörperte er u. a. den Mephistopheles im Urfaust (Spielzeit 1999/00) und den Alfred Ill in Der Besuch der alten Dame (Spielzeit 2015/16). In den späteren Jahren seines Bühnenschaffens interpretierte er zahlreiche komische Rollen und Lustspielrollen, wie den Ur-Berliner Wilhelm Giesecke in der Operette Im weißen Rößl (Spielzeit 2002/03), die Titelfigur in Charleys Tante (Spielzeit 2009/10) und zuletzt den schwulen Nachtclub-Besitzer Georges in der Komödie Ein Käfig voller Narren (Spielzeit 2016/17). Seine letzten Auftritte am Theater Schloss Maßbach hatte Domroes im Sommer 2017 als Georges sowie als Onkel Horst in der Farce Und ewig rauschen die Gelder des britischen Autors Michael Cooney.
Domroes war auch in einigen wenigen Filmrollen zu sehen. Ende der 1980er/Anfang der 1990er Jahre übernahm er eine durchgehende Rolle in der ZDF-Serie Hotel Paradies. Darin verkörperte er den untergetauchten Versicherungsbetrüger Klaus Feller, der unter falschem Namen auf Mallorca eine Autovermietung mit Reparaturwerkstatt betreibt. In einer Theateraufzeichnung von Henrik Ibsens Theaterstück Gespenster aus dem Theater Schloss Maßbach ist er neben Florian Odendahl (Osvald Alving) als Tischler Engstrand zu sehen; die Inszenierung wurde von Frank Alva Buecheler (Regie) und Michael Ballhaus (Kamera) 2005 unter dem Titel „Sonntagsluft“ verfilmt.
Eike Domroes lebte in St. Gallen. Er starb im Mai 2018 im Alter von 65 Jahren bei einem Besuch in Kulmbach (Oberfranken).

## Filmografie
- 1990: Hotel Paradies (Fernsehserie, Serienrolle)
- 2005: Sonntagsluft (Theateraufzeichnung)